# دستور 3 مايو 1791 (لوحة)
لوحة دستور 3 مايو 1791 (بالبولندية: Konstytucja 3 Maja 1791 roku)، هي لوحة زيتية رومانسية رُسمت على القماش في عام 1891 للفنان البولندي يان ماتيكو. تُصنّف على أنها لوحة كبيرة الحجم، وواحدة من أشهر أعمال ماتيكو. فهي تُحيي ذكرى الدستور البولندي الصادر في 3 مايو من عام 1791، وهو يعد علامةً فارقةً في تاريخ الكومنولث البولندي الليتواني وذو مكانةٍ عاليةٍ في عصر التنوير في بولندا.
تعرض هذه اللوحة مثل العديد من أعمال ماتيكو، مشهدًا رائعًا مليئًا بالكثير من الشخصيات التاريخية، بما في ذلك آخر ملوك بولندا، ستانيسواف أغسطس بونياتوفسكي؛ ومارشالات البرلمان البولندي: ستانيساو ماتشوفسكي وكازيميرز نيستور سابيها؛ وبعض المؤلفين المشاركين في الدستور، مثل: هوغو كوتاج وإغناسي بوتوسكي؛ وشخصيات معاصرة رئيسية أخرى، مثل: تاديوش كوسيوسكو. ومن بين الأفراد المرسومين في اللوحة، حُدد نحو عشرين فردًا فقط من قبل المؤرخين الحديثين؛ وأُبلغ عن وجود عشرة آخرين في المصادر القديمة، مع انتظار تحديد هويتهم بشكلٍ نهائي.
رُسمت اللوحة ما بين شهري يناير وأكتوبر من عام 1891 احتفالًا بالذكرى المئوية للدستور. وكانت إحدى آخر أعمال ماتيكو، قبل وفاته في شهر نوفمبر من عام 1893. عُرضت اللوحة في مدينة لفيف، أوكرانيا حتى عام 1920، ثم نُقلت إلى كراكوف. كانت مخبأة خلال الحرب العالمية الثانية ثم نُقلت لاحقًا إلى وارسو، وهناك عُلّقت في القلعة الملكية.

## دستور 3 مايو 1791

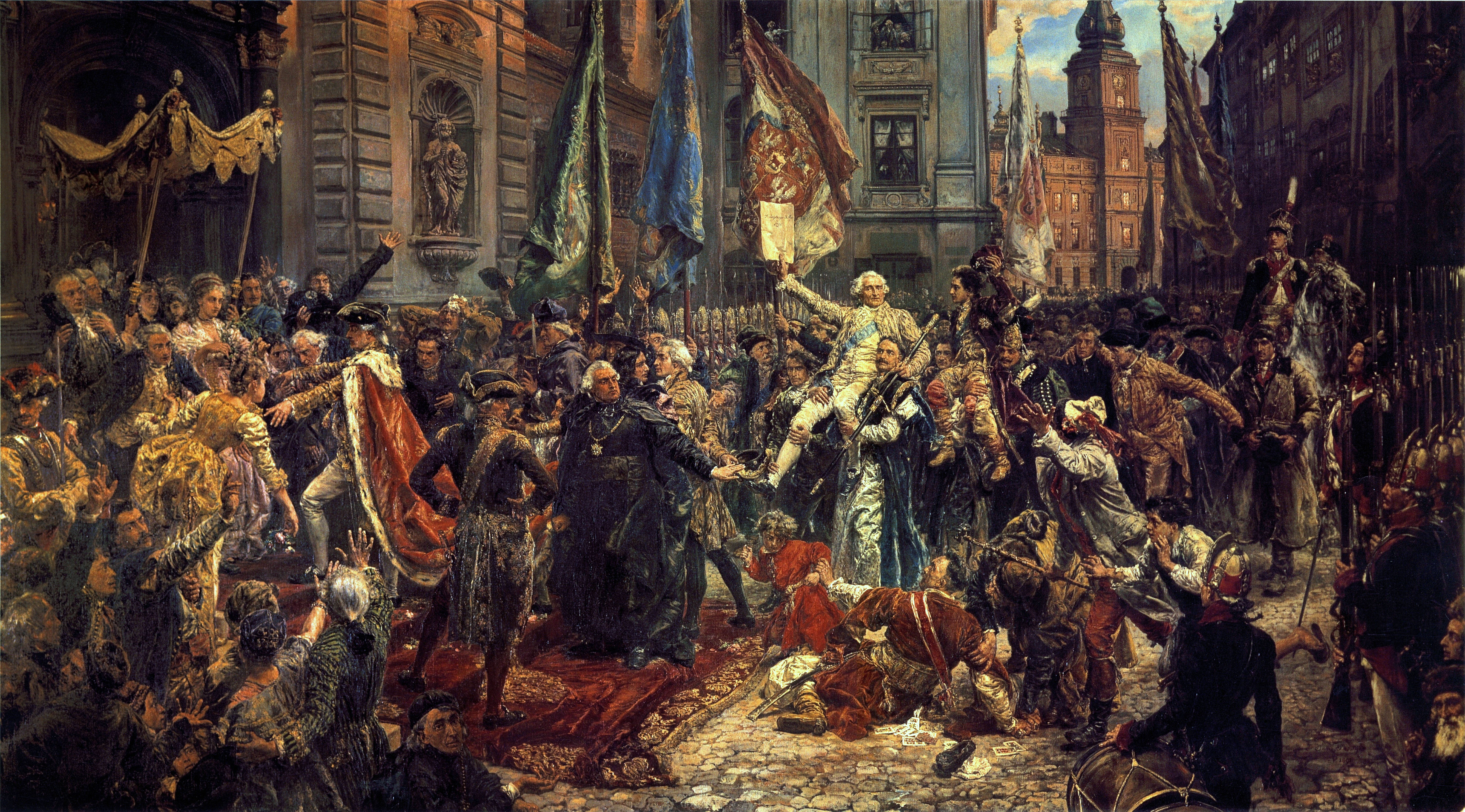
اللوحة بدقة أعلى

اعتُمد دستور 3 مايو 1791 باعتباره «قانون الحكومة» من قبل البرلمان للكومنولث البولندي الليتواني. وقد أطلق عليه «أول دستور من هذا النوع في أوروبا» وثاني أقدم دستور في العالم.
وقد كان مُصممًا بهدف معالجة العيوب والثغرات السياسية الطويلة الأمد في الكومنولث البولندي الليتواني. لكن نظام «الحرية الذهبية»، الذي منح حقوقًا متفاوتة لطبقة النبلاء، أفسد بشكل متزايد سياسات الكومنولث. سعى الدستور إلى إنشاء ملكيةٍ دستوريةٍ أكثر ديمقراطية لتحل محل الفوضى التي عززتها بعض أقطاب البلاد. فأدخل المساواة السياسية بين سكان المدينة والنبلاء ووضع القرويين تحت حماية الحكومة. ألغى الدستور بعض المؤسسات البرلمانية، مثل حق النقض (الفيتو)، الذي كان يضع مجلس النواب تحت رحمة أي نائب قد يُختار أو يُرشى من قبل السلطات الأجنبية، فيتسبب بإلغاء التشريعات المعتمدة من قبل المجلس.
قوبل اعتماد دستور 3 مايو بردود فعل سياسية وعسكرية مُعادية من جيران الكومنولث. تعرّض الكومنولث للهجوم في الحرب البولندية الروسية لعام 1792 (التي تسمى أحيانًا «حرب الدفاع عن الدستور»)، من قبل الإمبراطورية الروسية المتحالفة مع كونفدرالية تارغوفيتسكا، وهو تحالف من الملوك البولنديين والنبلاء المعدمين الذين عارضوا الإصلاحات التي قد تضعف نفوذهم. فسخت دولة بروسيا، تحت قيادة ملكها فريدرش فيلهلم الثاني، تحالفها مع الكومنولث، الذي تفكك لاحقًا. ثم بقي دستور 3 مايو بعد ذلك ساري المفعول لأكثر من عامٍ بقليل. ظل الدستور لأكثر من 123 عامًا يناضل من أجل استعادة السيادة البولندية على الرغم من هزيمة الكومنولث في الحرب البولندية الروسية وتقاسم بولندا التالي لذلك. قال اثنان من مؤلفي الدستور المشاركين، هوغو كوتاج وإغناسي بوتوسكي: «لقد كان الأمل الأخير لهذا البلد المنتهي الصلاحية».

## تاريخها
بدأ ماتيكو العمل على اللوحة في منتصف شهر يناير من عام 1891، لتكون متزامنة مع الذكرى المئوية للدستور. ورغم عدم انتهاء اللوحة حتى شهر أكتوبر، إلا أنها طُوّرت بشكلٍ كافٍ بتاريخ 3 مايو، وقُدِّمت في معرض الذكرى السنوية في سوكينيس، كراكوف. نقل ماتيكو اللوحة في 7 أبريل من عام 1892، إلى مارشال البرلمان البولندي في لفيف أوستاكي ستانيساو سانجوسكو، وعُرضت في مبنى البرلمان (وهو الآن المبنى الرئيسي لجامعة لفيف). وكانت هذه اللوحة واحدةً من آخر الأعمال التي نفذها ماتيكو، قبل وفاته في نوفمبر من عام 1893.
نُقلت اللوحة إلى كراكوف في عام 1920، بعد عامين من حصول بولندا على استقلالها. إذ عُرضت في عام 1923 في مبنى البرلمان البولندي. ثم أُخفيت من قبل حركة المقاومة البولندية في الحرب العالمية الثانية، خلال الاحتلال في بولندا (1939- 1945).
نُقلت اللوحة بعد الحرب إلى المتحف الوطني في وارسو، وكانت تُعرض في بعض المناسبات في مبنى البرلمان البولندي. بقيت اللوحة منذ عام 1984 ضمن مجموعة القلعة الملكية في وارسو، وذلك تنفيذًا لأمنية ماتيكو الذي أعلن بنفسه رغبته بعرضها هناك. وُضعت اللوحة في حجرة الانتظار التابعة لمجلس الشيوخ، وهو المكان الذي اعتُمد فيه الدستور سابقًا. ثم استُعيدت في عام 2007.

## الأهمية والهستريوغرافيا
تعد هذه اللوحة واحدةً من أشهر أعمال ماتيكو، ويُنظر إليها اليوم على أنها إحدى روائعه الفنية. على أي حال، لم يتقبلها أقرانه بشكل جيد، وانتُقدت في مطلع القرن الماضي لكونها «مزدحمة للغاية» وذات تركيبة غير واضحة؛ كان مؤيدو أعمال ماتيكو السابقة أكثر حذرًا في مدحهم لهذه اللوحة. كانت تقنية ماتيكو في هذه اللوحة مختلفة بشكل واضحٍ مقارنةً بلوحاته الأخرى؛ نسب بعض المؤلفين ذلك إلى اكتشاف ماتيكو لتقنياتٍ جديدةٍ، لكن لُوحظ أن الانتقادات المعاصرة قد رأت خروجه عن أسلوبه القديم كشكلٍ من أشكال الضعف، ولم يُشيدوا بهذه التغييرات. كما أخذوا بعين الاعتبار أن ماتيكو عادةً ما يُخصص مدة عامين للوحات من هذا الحجم؛ لكنه انتهى من هذا المشروع في أقل من عام، حتى أنه عمل على مشاريع أخرى في نفس الفترة وكان يعاني من الإجهاد والاكتئاب. لم يكن ماتيكو نفسه مولعًا بالقرن الثامن عشر وعصر التنوير في بولندا، وأشار إلى أنه «يفضل أن يرسم عن أي قرن آخر». لكنه شعر أنه مُجبرٌ، مع حلول الذكرى السنوية للدستور، على ابتكار عمل فني للاحتفال بهذا الحدث، والذي اعترف بأنه مهم تاريخيًا.
كان ماتيكو يحدد عادةً الشخصيات الموجودة في لوحاته من خلال إرفاقها مع دليل مكتوب، لكنه لم يفعل ذلك مع لوحة الدستور. ولذلك، بقيت بعض الشخصيات في اللوحة دون تمييز.
كُتب دليل جزئي من قبل مساعدته ماريان غورزوفسكي، وعلى الرغم من احتوائه على اسم 39 شخصية، كتب أحد النقاد أن (وصفه الفوضوي) لم يكن مفيدًا. أُجريت فيما بعد التحليلات الحديثة من قبل المؤرخين البولنديين غاروساو كراوتشيك وإيمانويل روستوروفسكي.

## مضمون اللوحة
تُظهر اللوحة، التي عُرضت في وقتٍ متأخرٍ من مساء 3 مايو عام 1791، موكب نواب من القلعة الملكية (في الخلفية)، في المكان الذي اعتُمد فيه الدستور في مبنى البرلمان البولندي، و(إلى اليسار) كاتدرائية القديس جون، التي ستُغنّى فيها ترنيمة تي ديوم. يتحرك الموكب في شارع القديس جون، مُحاطًا بسكان مدينة وارسو والزوار المتحمسين. بينما النواب محميون بواسطة الجنود.
أعطى ماتيكو لنفسه الحرية خلال عمله على اللوحة، فعلى الرغم من أن الموكب كان حدثًا تاريخيًا حقيقيًا، رسم أشخاصًا لم يكونوا حاضرين وقتها أو ماتوا في وقتٍ سابقٍ. لقد فعل ذلك لأنه كان ينوي أن تكون اللوحة خليطًا من السنوات الأخيرة للكومنولث. وشعر أنه لم تكن هناك لحظة تاريخية أو موقع حقيقي يستحوذ بالكامل على روح الدستور، ولذا فهو، كفنان، عليه أن يخلق مثل هذه اللحظة.